# Trichodezia kindermanni
Trichodezia kindermanni är en fjärilsart som beskrevs av Bremer 1864. Trichodezia kindermanni ingår i släktet Trichodezia och familjen mätare. Inga underarter finns listade i Catalogue of Life.